# Tenesmo rectal
El tenesmo rectal es un síntoma descrito como la sensación de necesitar defecar, que a veces al intentar la defecación no se consigue y que no desaparece la sensación después de hacerlo. La mayoría de las veces las deposiciones son ausentes o muy escasas y ocurren en numerosos episodios. 
Puede asociarse tanto con la diarrea como con el estreñimiento.

## Causas
El tenesmo suele ocurrir con enfermedades inflamatorias de los intestinos.
Es un síntoma que puede aparecer en las gastroenteritis, proctitis, rectocele, colitis ulcerosa, en el cáncer de recto y con frecuencia en la parasitosis geohelmintica Tricocefalosis -por Trichuris trichiura-.